# 김조순
김조순(金祖淳, 1765년 ~ 1832년)은 조선 후기의 문신, 정치가이다. 본관은 신안동(新安東), 자(字)는 사원(士源), 호(號)는 풍고(楓皐), 시호는 충문(忠文)이다. 종묘의 정조실에 배향됨으로써 종묘배향공신이 되었다.

## 이력
영의정을 지낸 충헌공(忠獻公) 김창집(金昌集)의 현손이며 서흥부사(瑞興府使) 김이중(金履中)의 아들이다. 노론이었으나 시파에 속하였으며, 정조의 신임이 바탕이 되어 딸인 순원왕후가 순조의 왕비로 책봉되면서 어린 순조를 도와 국구(國舅)로서 30년간 순조를 보필하여 군덕(君德)을 함양시키는 일에 진력하여, '신(新)' 안동 김씨 세도정치의 기틀을 마련하였다.
순조의 장인어른으로 순조 즉위 후 영돈녕부사 영안부원군(永安府院君)에 봉해졌고 정순왕후 사후 노론 벽파를 숙청하고 정권을 장악하였으며, 사후 대광보국숭록대부 의정부 영의정에 증직되었다.

## 생애

### 관료 생활
1765년 김창집(金昌集)의 현손자이자 김이중(金履中)과 평산 신씨(平山申氏) 사이에서 태어났다. 그의 고조부는 영의정까지 오른 김창집이고, 김창집의 아우들로는 시문의 대가인 김창협, 김창흡 등이 있다. 그리고 이들의 후손은 정계의 최상위에 올랐던 문신으로 초명문가 출신이다. 오늘날로 비유하면 집권 여당가의 자손이자, 직계 조상 중 명성이 높은 국무총리 여럿, 김구 수준의 독립운동가들이 여럿 배출된 집안인 것이다. 신 안동 김씨 가문은 호위무사만 수만 명, 노비만 수십만 명을 보유했다. 측정할 수 없는 재산과 권력 수준이라고 보면 될 것이다. 2022년 국토 전체의 가격은 약 6천조원을 넘는데 이의 상당수를 신 안동 김씨가 소유했다고 하니 재산적 측면에서도 아무리 못해도 1천조원 이상을 소유한 셈이다. 권력적인 측면에서도 천생오태사(天生五太史)로 불리며 감히 넘 볼 수 없는 위치에 있었다.
1785년, 정시문과에 병과로 급제하여 예문관 검열(檢閱)과 규장각 대교(待敎)를 지냈다. 그는 노론계열의 집안에서 태어났으나 1788년 규장각의 대교를 지낼 당시, 시파(時派)와 벽파(僻派)의 당쟁에서 중립을 지키며 당쟁을 단호히 없앨 것을 정조에게 주장하였다. 1792년에는 동지(冬至) 겸 사은사(謝恩使)의 서장관(書狀官)으로서 청나라에 다녀왔다. 이어 규장각 직각과 이조참의, 승지, 총융사, 양관(홍문관, 예문관) 대제학 등을 지냈다.
정조의 신임이 두터웠으며 정조로부터 어린 순조의 보필을 부탁한다는 유지를 받은 규장각의 각신들 중의 한사람이기도 했다. 정조는 사망 직전 그의 딸을 세자빈으로 간택하였으나 결혼은 보지 못하고 사망했다. 1800년, 정조가 승하함으로써 김조순은 위기를 맞이하였다. 정조의 후계 작업이 미완성인 채 김조순의 지위도 확정되지 않은 상태였기 때문이었다. 대왕대비인 정순왕후(貞純王后)는 새로 즉위한 어린 순조의 수렴청정을 하게 되었고, 정순왕후에 의해 병조판서에 임명되자,(1800년 음력 8월 2일) 두번이나 사직하였으나, 정순왕후는 이를 받아들이지 않았다.게다가, 정순왕후는 곧 그를 비변사 제조도 겸임하게 하였다(음력 8월 4일). 정순왕후로서는 쉽사리 김조순을 내칠 수가 없었던 것이다.
그러나, 이런 표면상의 관직 제수와 별개로 노론 벽파와 정순왕후의 정권은 전방위적으로 김조순에 대한 공격을 시도했다. 즉, 노론 벽파의 사헌부 장령 이안묵(李安黙)이 시파의 서유린(徐有隣) 형제를 탄핵했다.(1800년 12월 23일(음력 11월 8일)) 또한, 정순왕후가 천주교 엄금에 관해 하교를 내림으로써(1801년 2월 22일(음력 1월 10일) 신유박해가 개시되었는데, 실제의 공격대상은 노론 시파, 소론, 남인에다 왕실인사까지 광범위했다. 이때, 김조순의 친족인 천주교 신자 김건순이 체포(4월 28일(음력 3월 16일) 및 처형( 6월 1일(음력 4월 20일))되었고, 김조순과 친분관계에 있던 김려(金鑢)도 이때 체포되었다. 1801년에는 이조판서에 임명되었으나 병환을 이유로 사직하였다. 딸(순원왕후)이 순조의 왕비로 책봉되자( 10월 2일 (음력 9월 6일)) 보국숭록대부 영돈녕부사가 되었고 영안부원군(永安府院君)에 봉해짐으로써 정치인으로서 그는 결정적 지위를 확보하게 되었다. 1802년에 다시금 훈련대장과 호위대장에 제수되었으며 역시 같은 해인 1802년에 홍문관과 예문관의 대제학에도 제수되었으나 두 차례의 사직 상소를 올려 윤허(允許)되었고 같은 해에 판의금부사에 제수되었다.

### 섭정이 되다
마침내, 순조의 15세가 되는 시점을 앞두던 시절에 정순왕후가 갑작스레 수렴청정 체제를 거두고(1804년 2월 9일 (1803년 음력 12월 28일)) 순조의 친정이 시작되자, 그는 어린 순조를 대신하여 섭정을 하게 되었다. 섭정에 오른 직후 노론 벽파의 지도자들을 대부분 정조 임금의 유지를 저버린 역적으로 단죄한 후 1804년 영의정이었던 이병모에게 1805년까지 1년간 섭정을 위임케 하고 이후 1805년에는 16세였던 사위 순조 임금에게 친정 체제를 부여케 하였다. 정순왕후가 승하(1805년 2월 11일 (음력 1월 12일))한 뒤, 정순왕후의 6촌으로서 함께 권력을 쥐고 있던 김관주가 귀양길에 병사(1806년) 하는 등 정순왕후의 친정 가문 경주 김씨의 벽파가 대규모로 숙청되었다. 그리고, 김조순 자신과는 10촌 친척이지만, 벽파인 김달순도 사사되었다.(1806년) 또한, 노론 벽파의 당수였던 김종수 및 심환지(각각 이미 고인이었다)도 역시 선왕 정조의 치적을 파괴한 역적들로 지목하여 추탈시켰다. 여기에 남인 계열도 숙청되었다. 그러한 빈 자리에는 새로 과거로 뽑아들인 노론 청명당 및 노론 시파 계열 인사들과 일부 소론, 규장각에서 눈여겨봤던 각신들을 대거 발탁하여 조정의 요직에 배치했다. 김이익(金履翼)과 김이도(金履度) 등의 안동 김씨 시파도 등용되었는데 이들 중에는 천주교 신자들이 많아 정순왕후 집권 이후 계속된 천주교 박해는 다소 완화되었다. 이러한 대규모 숙청은 안동 김씨 세도정치의 시발점이 되었다.
1811년에는 금위대장(禁衛大將)에 임명되었으나 세 차례나 사직상소를 올려 결국 윤허되었다. 1827년에는 관서 지방을 여행하다가 서하(西下) 지방의 열악한 민간 실정을 순조에게 보고하여 경외(京外)에 위치한 각 아문(衙門)들의 절미(折米)와 형정(刑政), 인사, 대동미 등의 폐단을 정리하게 하였다. 아래는 김조순이 환곡과 대동미의 폐단을 순조에게 보고한 내용 중 일부이다.
신이 이번 관서에 내려가 이미 백성들의 고통스러움을 귀로 듣고 눈으로 보았으니, 다 말하지 않을 수 없습니다. 본도의 구환(舊還)이 경외(京外) 각 아문의 절미(折米)를 아울러 계산하면 6만 9천 3백여 석이 되는데, 그중 3만 9천여 석은 유망(流亡)한 호구에서 받아야 할 것이어서 지적해 받을 곳이 없으며, 2만 9천여 석은 현재 있는 호구에서 받을 것인데, 이른바 현재 남아 있는 호구라는 것은 바로 신미년(辛未年)과 임신년(壬申年)의 난리 후에 미처 도망하지 못한 고아와 과부를 억지로 현재 있는 호구로 기록한 자들이니, 원호(元戶)와 비교할 수가 전혀 없습니다. 만약 법대로 징수해 받아들인다면 인족(隣族) 역시 조만간 화가 옮겨 올 것을 알기 때문에 의구(疑懼)하여 흩어질 마음을 두고 있으며, 심지어 풍년이라는 말을 원하지 않기까지 합니다. 이제 아무 이로움이 없는 빈 장부(帳簿)를 가지고서 포흠낸 환곡을 징수할 것으로 여겨 고할 곳 없는 자들로 하여금 더욱 독촉을 받게 하여 안도(安堵)했던 자들이 도리어 도망해 흩어지게 된다면 이미 차마 하지 못하는 정사가 아니며, 또 안정시키는 방도에 어긋납니다. 이는 묘당이나 방백이 경솔하게 거론할 것이 아니니, 신의 뜻으로는 주상께서 탕감하라고 특명하시어 한 도(道)의 잔민(殘民)과 실호(實戶)가 모두 조가(朝家)에서 다친 사람을 돌보아 주듯이 하는 덕을 입을 수 있게 하면 사의(事宜)에 합당할 듯합니다.

### 생애 후반
1828년, 김조순의 아내인 청양부부인 심씨(靑陽府夫人 沈氏)가 사망하자 순조는 아들 효명세자를 보내 직접 조문하게 하였으나 김조순이 “처음에는 놀라고 송구스러워하다가 이어서 감동의 눈물을 흘렸으나 이는 국조(國朝) 수백 년 내에는 아직까지 듣고 보지 못한 일이었습니다.”라며 사양하여 조문은 이루어지지 않았다.
1832년, 홍문관과 예문관의 대제학으로 임명되었으나 두 달 뒤인 1832년 음력 4월 3일에 사망하였다. 사후에는 충문(忠文)이라는 시호가 추증되었으며 1년 뒤인 1833년 음력 4월에는 예조판서인 조만영(趙萬永)의 건의로 종묘(宗廟)의 정조대왕(正祖大王) 묘정(廟庭)에 배향(配享)되었다.

### 사후
사후 증직으로 대광보국숭록대부 의정부 영의정 겸 영경연홍문관춘추관성균관관상감사에 증직되었다.
그 뒤에도 경기도 양주의 석실서원(石室書院)과 이천의 현암서원(玄巖書院)에 제향(祭享)되었으며 생전에는 문장력이 뛰어나 초계문신(抄啓文臣)을 역임하였다. 그외에도 죽화(竹畵)를 잘 그렸던 것으로 전해지며 문집으로는 16권 8책으로 구성된 《풍고집》이 있다. 묘소 《풍고 김조순 묘역》(경기도 기념물 제207호)은 경기도 이천시 부발읍 가좌리에 모셔져 있다.

## 성품
대정치인의 현손이자 젊어서부터 과거에 급제했고 용의(容儀)가 뛰어나게 아름답고 기국(器局)과 식견이 넓고 통달하여 어릴 때부터 이미 우뚝하게 세속(世俗) 밖에 뛰어났다. 공평하고 정직하여 숨김이 없음으로써 정조(正祖)의 깊이 알아줌을 받았다. 특별히 뒷날 어린 왕을 보좌하는 책임을 부탁하게 되었다. 권상왕의 지위에 있었으나, 노비나 호위무사를 많이 소유하진 않았고 굉장히 절제적이고 정결했다고 기록되어 있다.

## 천생오태사(天生五太史)
김조순, 남공철, 심상규, 이만수, 서영보 이 다섯 명은 순조 시대에 정계를 움직인 핵심 인물들이었다. 감히 견제하기 어려운 그들의 권력에 빗대어 천생오태사(天生五太史)라고 불렸다. 1800년 정조가 죽고 순조가 왕위에 오르자 심환지의 벽파가 세력을 잡았지만, 1806년 병인경화(丙寅更化)로 벽파 세력이 제거되자 정조와 협력했던 노론 시파와 소론이 재부상했다. 이때 전면에 나선 것이 바로 정조의 신임을 받았던 천생오태사(天生五太史)였다.

## 김조순과 심상규
김조순과 심상규는 둘도 없는 절친이었고, 천생오태사(天生五太史)로 불리는 동지였다. 그 관계를 보여주는 서찰 한 통을 보면, 심상규가 중국 연행(燕行) 중에 김조순에게 보낸 편지에, "갈수록 바람은 날카롭고 눈마저 날리는데 / 그대는 나를 생각하고 나는 그대를 생각하네 / 문득 하늘 밖에서 편지통을 만나니 / 옥호산장에서 촛불 심지 자르며 글 읽을 때 같네"

## 경화사족(京華士族)
경화사족(京華士族)이란 서울을 중심으로 정치, 경제, 문화의 특권을 향유하던 계층을 말한다. 19세기 경화사족을 대표하는 인물은 심상규였고, 신 안동 김씨(김조순), 풍양 조씨(조만영) 등은 세도가문으로 성장하였으며, 김조순의 처가(妻家) 청송 심문(심택현·심건지·심풍지·심능건·심능악·심의면·심순택·심이택) 또한 대표적인 경화사족이다. 낡을 구(舊)자를 쓰는 구 안동 김씨와는 다른 가문으로 명성에 비해서 인구도 극소수이며, 새로울·거듭날 신(新)자를 사용하여, 신 안동 김씨라고 하였다.

## 가족 관계
- 증조부 : 김제겸(金濟謙), 김창집(金昌集)의 아들
  - 조부 : 증 의정부좌찬성 김달행(金達行)
    - 아버지 : 서흥부사(瑞興府使) 증 영의정 김이중(金履中)
    - 어머니 : 부사 신사적(牧使 申思迪)의 딸 평산 신씨(平山 申氏)
      - 본인
      - 아내 : 청양부부인(靑陽府夫人) 청송 심씨(靑松沈氏) - 호조정랑 심건지(沈健之)의 딸, 예조판서 심풍지(沈豊之)의 조카
        - 장남 : 판돈령부사(判敦寧府事) 김유근(金逌根, 1785년 ~ 1840년), 문과 급제, 시호 문정(文貞)
        - 차남 : 증이조판서(贈吏曹判書) 김원근(金元根, 1786년 ~ 1832년), 문과 급제, 이조참판
        - 장녀 : 순원왕후(純元王后) 김씨(金氏)
        - 사위 : 순조(純祖)
        - 삼남 : 영돈령부사(領敦寧府事) 김좌근(金左根, 1797년 ~ 1869년), 문과 급제, 영의정, 시호 충익(忠翼)
        - 차녀 : 판관 남구순(南久淳)에게 출가
          - 외손자 : 이조판서 문정공(文貞公) 남병철(南秉哲, 1817년 ~ 1863년), 문과 급제, 시호 문정(文貞)

        - 삼녀 : 신 안동 김씨(장동 김씨) - 한성부윤 이겸재(李謙在)에게 출가
        - 사녀 : 신 안동 김씨(장동 김씨) - 연안 이씨 이긍우(李肯愚)에게 출가

## 저서
- 《풍고문집》
- 《오대검협전》
- 《고향옥소사》

## 같이 보기
| - 세도 정치 - 홍국영 - 심환지 - 심상규 - 남공철 - 이만수 - 서영보 - 이병모 - 이상황 | - 조만영 - 조인영 - 조엄 - 김조근 - 김문근 - 김좌근 - 김홍근 - 순원왕후 |

## 참고 문헌
- 춘추관 관원들 (1838). 《순조실록》.
- 김태희 (2015). “김조순 집권의 정치사적 조명”. 《大東漢文學》 (대동한문학회) 제43집. 2016년 2월 15일에 원본 문서에서 보존된 문서. 2016년 2월 9일에 확인함.

| 전임 심환지 | 조선의 섭정 1803년 12월 ~ 1804년 3월 | 후임 이병모 |

| 전임 심환지 | 조선의 상급 국상 1811년 1월 9일 ~ 1831년 1월 18일 | 후임 조만영 |